# Reinhard Wallner

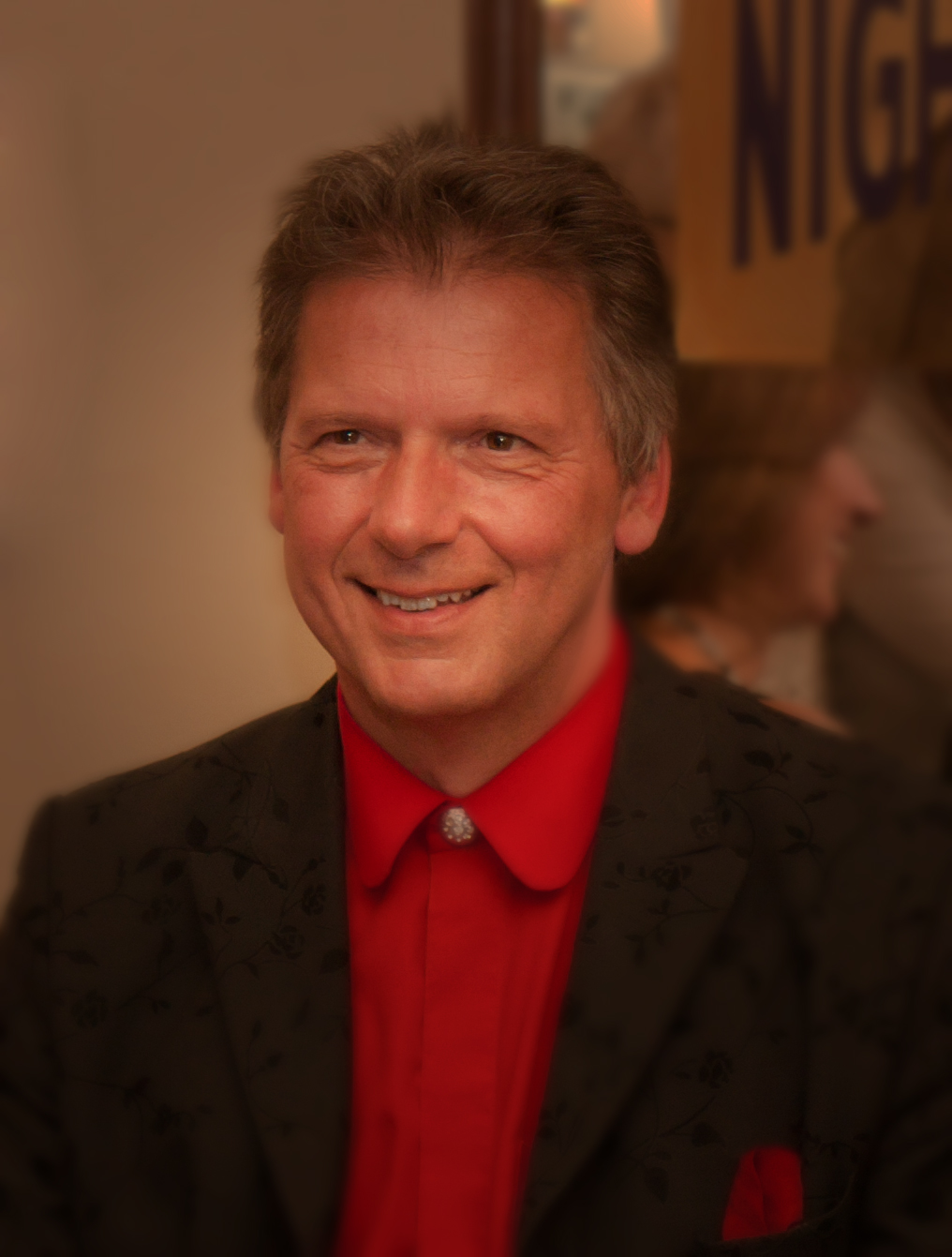
Reinhard Wallner

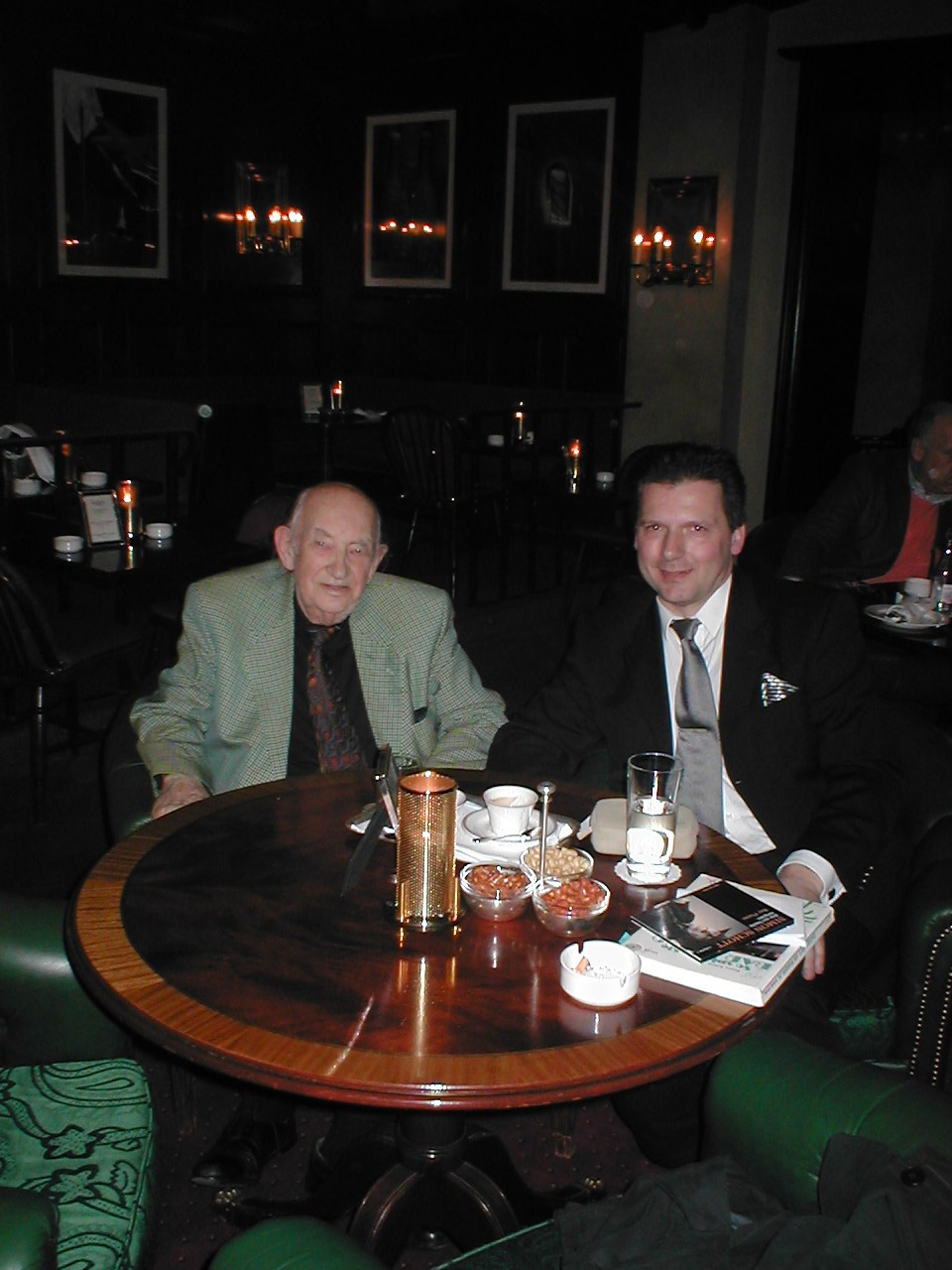
Simon Schott (links) und Reinhard Wallner, 2006

Reinhard Wallner (* 22. November 1960 in Mödling) ist ein österreichischer Barpianist, Komponist, Arrangeur und Autor.

## Leben
Reinhard Wallner arbeitete die ersten Jahre seines Berufslebens im elterlichen Betrieb. Im Jahr 2005 gründete er die Compilation-Reihe Wiener Bar Pianisten und arrangierte dafür Kompositionen für das Barpiano. Seine ersten eigenen Kompositionen wurden 2006 bei Weltmusik Edition International verlegt. Er arrangierte bekannte Werke für Barpiano, die in den Notenheften der Reihe Wiener Bar Pianisten und auf Tonträgern als Pianosoli veröffentlicht wurden, darunter die Tritsch-Tratsch-Polka von Johann Strauss und der Donauwalzer. Sein erstes Dauer-Engagement erhielt er im  Hotel Imperial Wien. Dann folgten die Bonbonniere Bar sowie das Gesualdo, Hotel Stefanie und Nightflys.
2008 erschienen Kompositionen von Wallner in dem Notenheft The Passion Of Barmusik. Zur gleichen Zeit veröffentlichte er auch ein Buch über das Barpianospielen. Außerdem gründete er das auf Soli von Wiener Barpianisten spezialisierte Plattenlabel Barmusik Records. Die späteren Notenhefte wurden ebenfalls unter diesem Label verlegt. Bis Anfang 2014 sind drei Bände der Notenheftreihe Wiener Bar Pianisten mit über 300 Kompositionen entstanden. 2013 wurde das Buch Das professionelle Barpiano Studium veröffentlicht. Dieses Werk erarbeitete Wallner gemeinsam mit Peter Galsai.
Am 28. Juli 2021 wurde Wallner für seine Verdienste um Musik und Kultur vom Bundespräsidenten der Republik Österreich Alexander Van der Bellen der Berufstitel Professor verliehen.

## Kompositionen (Auswahl)
- A Friday In October (Weltmusik Edition International 2006)
- My Broadway Bar (Weltmusik Edition International 2006)
- Le Petite Bonbonnière (In der kleinen Bonbonnière) (Weltmusik Edition International 2006)
- Ein Tag Ewigkeit (Barmusik Records 2011)
- Napoli Romantico (Barmusik Records 2011)
- Mit den Sternen (Barmusik Records 2012)
- Aldemira (Barmusik Records 2012)

## Werke

### Bücher
- Reinhard Wallner: Das Geheimnis Barmusik – Piano Solo. 1. Auflage. Weltmusik Edition International, Wien 2008, ISBN 3-9501993-3-0, S. 120.
- Peter Galsai, Reinhard Wallner: Das professionelle Barpiano Studium. Zum Erlernen des professionellen Spielens von Barmusik am Klavier. 1. Auflage. Trumau 2013, ISBN 978-3-200-03144-9, S. 151.

### Notenhefte
- Reinhard Wallner: The Passion Of Barmusik. Für den professionellen Lifeeinsatz konzipiert. 1. Auflage. Weltmusik Edition International, Wien 2008, S. 190.
- Reinhard Wallner: Wiener Bar Pianisten. Musik für Dinner und Cocktailbar. 1. Auflage. Band 1. Trumau 2010, ISBN 978-3-200-01914-0, S. 152.
- Reinhard Wallner: Wiener Bar Pianisten. Musik für Dinner und Cocktailbar. 1. Auflage. Band 2. Trumau 2011, ISBN 978-3-200-02121-1, S. 260.
- Reinhard Wallner: Wiener Bar Pianisten. Musik für Dinner und Cocktailbar. 1. Auflage. Band 3. Trumau 2013, ISBN 978-3-200-03143-2, S. 230.

### Tonträger
- Reinhard Wallner. Weltmusik, Wien 2006. Bubbles Of Champagne WM10225
- Reinhard Wallner. Barmusik Records, Trumau 2009. Klavierseele – Piano Soul BMR10101
- Reinhard Wallner. Barmusik Records, Trumau 2009. The Favorite Songs BMR10111
- Reinhard Wallner. Weltmusik, Wien 2007. In der kleinen Bonbonniere WM10215